# Ushas Mons
L'Ushas Mons è una struttura geologica della superficie di Venere.